# Liothyrella neozelanica
Liothyrella neozelanica är en armfotingsart som beskrevs av Thomson 1918. Liothyrella neozelanica ingår i släktet Liothyrella och familjen Terebratulidae. Inga underarter finns listade i Catalogue of Life.